# Cacostegania confusa
Cacostegania confusa är en fjärilsart som beskrevs av W. Warren 1901. Cacostegania confusa ingår i släktet Cacostegania och familjen mätare. Inga underarter finns listade i Catalogue of Life.